# Slaveri i Georgien
Slaveri i Georgien syftar på förekomsten av slaveri inom det område som sedan kom att utgöra Georgien. 

## Historik
I egenskap av ett icke-muslimskt gränsland omgivet av muslimska länder definierades Georgiens innevånare som kafir från Dar al-Harb och blev under många sekel tvunget att betala en del av sina egna innevånare i tribut som slavar åt muslimska grannländer; samtidigt utsattes Georgien av ständiga slavräder från muslimska slavhandlare, som sålde georgier som slavar i Mellanöstern. Georgierna ägnade sig också själva åt att sälja georgiska slavar till muslimska länder. 
År 1768 vädjade georgiska kungar till Katarina den stora om ryska trupper för att befria förslavade georgiska medborgare, och Ryssland inkluderade också krav på att återbörda georgiska slavar i sina avtal med Osmanska riket. 
Under Rysslands erövring av Kaukasus och Georgien i början av 1800-talet ingick avskaffandet av både slaveriet och slavhandeln i takt med introducerande av ryska lagar, och på 1850-talet bedöms slavhandeln slutligen ha varit i princip avskaffad.